# Асеев, Иван Васильевич
Иван Васильевич Асеев (17 марта 1940, Чита — 14 мая 2014, Новосибирск) — советский и российский учёный, археолог, историк, доктор исторических наук (1997). Специалист по проблемами материальной и духовной культуры эпохи каменного века и ранних кочевников степного и лесостепного Прибайкалья и Забайкалья, истории раннемонгольских этносов. Стоял у основ сибирской археологической школы.

## Биография
Родился Иван Васильевич 17 марта 1940 года в городе Чита.
В 1968 году окончил историко-филологический факультет Читинского государственного педагогического института, где был первым старостой археологического кружка. Стоял в основе сибирской археологической школы.
Работал во многих экспедициях под руководством А. П. Окладникова и И. И. Кириллова. В 1968 году участвовал в раскопках разновременного могильника на Санном Мысе. В 1973—1978 годах в роле начальника отряда в составе экспедиции Саянского отряда Северо-Азиатской комплексной экспедиции Института истории, филологии и философии СО АН СССР под руководством А. П. Окладникова участвовал в раскопках древнего поселения Варварина Гора. В 1973—1974 годах неподалёку от поселения Варварина Гора Иван Васильевич раскапывал древнемонгольского захоронения датируемое развитым средневековьем.
С 1968 года работал в отделе археологии и этнографии Института истории, филологии и философии СО АН СССР: сначала старшим лаборантом, с 1971 года переведён на должность младшего научного сотрудника, с 1978 года работает в должности старшего научного сотрудника, с 1983 года стал заведующим сектором Историко-архитектурного музея под открытым небом, а с 1997 года главным научным сотрудником. В 1997 году защитил диссертацию на соискание степени доктора исторических наук.
Иван Васильевич занимался проблемами материальной и духовной культуры эпохи каменного века и ранних кочевников степного и лесостепного Прибайкалья и Забайкалья, историей раннемонгольских этносов.
Умер 14 мая 2014 года в городе Новосибирске.
Является автором около 70 научных публикаций.

### Основные публикации
- Кочевники Забайкалья в эпоху средневековья. — Новосибирск, 1984 (совм. с др.);
- Отражение некоторых аспектов шаманизма в археолого-этнографическом материале Предбайкалья и Забайкалья // Древнее Забайкалье и его культурные связи. — Новосибирск, 1985;
- Rock-Painting as a Historical Source in Eastern Siberia and North America // Record of Activities and Research Reports. — Washington, 2000;
- Юго-Восточная Сибирь в эпоху камня и металла. — Новосибирск, 2003;
- Некоторые аспекты исторических и археологических материалов как свидетельства расселения монголоязычных племен в Байкальском регионе и Монголии в средние века // Вестн. Новосибирского гос. унта. Сер.: История, филология. — Новосибирск, 2009. — Т. 8, № 5.